# Principat de Moldàvia
|  | No s'ha de confondre amb Moldàvia (desambiguació). |

El Principat de Moldàvia (en romanès Principatul Moldovei) va ser un principat medieval europeu, en el terreny entre els Carpats orientals i el riu Dnièster. Un estat independent i més tard autònom, fundat per l'amo romanès Dragoș (originari de Maramureş), va existir des del segle xiv fins a 1859, quan es va unir amb el principat de Valàquia, per a formar el Regne de Romania. El principat incloïa la regió de Bessaràbia (annexada per l'Imperi Rus a 1812), a la regió de Bucovina (annexada per l'Arxiducat d'Àustria a 1775) i, durant el regnat d'Esteve el Gran, també a la regió de Pocutia. Avui en dia, la part oest de la Moldàvia històrica part de Romania, la part d'aquest (la major part de Bessaràbia) a la República de Moldàvia, i la part de nord (el nord de Bucovina) i sud-est (al sud de Bessaràbia) a Ucraïna.

## Història
Boghdan o Bogdan fou el nom del territori en temps de l'Imperi Otomà (Territori de Bogdan o Boghdan-Ili) que corresponia al principat de Moldàvia. Rebia el nom pel fundador del principat, Bogdan, que va establir la independència de Moldàvia el 1359 entre els Carpats i el Dnièster (o Turia).
El principat fou atacat per primer cop pels otomans el 1420 amb el setge de Akkerman que no va reeixir. El 1428 a proposta del Khan Ulug Muhammad de l'Horda d'Or, els tàrtars i els otomans van atacar conjuntament el principat. El kan de Crimea Hacı I Giray es va aliar als otomans contra Moldàvia i la flota otomana va atacar Akkerman el 1454. El 1456, Pere III Aaron va acceptar pagar als otomans un tribut anual de 2.000 ducats d'or per assegurar les seves fronteres del sud i els comerciants del principats van rebre la llibertat de comerç a tot l'Imperi Otomà, convertint-se així en el primer governant moldau a acceptar les demandes turques. El seu successor Esteve III de Moldàvia va rebutjar la sobirania otomana i va tornar a ser vassall de Polònia, i es va produir una sèrie de guerres ferotges i va rebutjar un atac de Crimea el 1469. Esteve va intentar posar Valàquia sota la seva esfera d'influència i va donar suport a la seva pròpia elecció per al tron de Valàquia donant lloc a una lluita duradora entre diferents governants valacs recolzats per hongaresos, otomans i Esteve. Un exèrcit otomà comandat pel governador de Rumèlia el Hadim Pasha va ser enviat el 1475 per castigar Esteve per la seva intromissió a Valàquia però els otomans van patir una gran derrota a la batalla de Vaslui. Mehmet II va reunir un gran exèrcit i va entrar a Moldàvia el juny de 1476. Mentrestant, grups de tàrtars del khanat de Crimea, aliats dels otomans, van ser enviats per atacar Moldàvia. Llavors Mehmet II va envair el país i va destruir la capital Suceava (juliol de 1476). El 1484 en una acció conjunta amb el kan de Crimea, els otomans van ocupar Akkerman i Kili (els crimeans van ocupar Kawshan i Tombasar). Finalment Esteve va haver de reconèixer la sobirania otomana (1492) i pagar tribut a la Porta.
Progressivament el control otomà es va reforçar. Pere IV Raresh fou el primer voivoda nomenat pel sultà (1527). La campanya de 1538 va establir la sobirania otomana absoluta i el districte de Budjak fou annexionat a l'Imperi. El 1621 Osman II va conquerir Khotin als polonesos i el va cedir a Boghdan però a canvi va annexionar les regions al nord d'Izmail. El 1711 Dimitri Kantemir es va aliar a Rússia i va reconèixer secretament la sobirania del tsar a canvi d'ajut per recuperar el Budjak. Després del tractat del Pruth Khotin i la seva regió fins al riu Pruth van ser posats sota autoritat d'un paixà otomà.
Després de Dimitri Kantenir el 1717, els voivodes foren nomenats exclusivament entre algunes famílies de grecs fanariotes, els Mavrokordati, els Kallimachi i els Ypsilanti. En aquest període fanariota (1711-1821) el territori de Boghdan va esdevenir virtualment una província i els governadors canviats sovint fins al 1802 que sota pressió russa foren nomenats per períodes de 7 anys. El 1775 els austríacs van ocupar la part nord-oest coneguda com a Bukovina i el 1812 Rússia va annexionar la Bessaràbia. Després del tractat de Kuchuk Kaynardja (1774) la Rússia fou reconeguda com a potència protectora de Modàvia; després de la Convenció d'Akkerman del 7 d'octubre de 1826 la sobirania otomana sobre els Principats del Danubi va esdevenir merament nominal i la protecció fou reconeguda a Rússia. Els principats de Moldàvia i Valàquia es van unir el 1859, unió que fou reconeguda per l'Imperi Otomà l'1 de desembre de 1861.
El tribut del territori de Boghdan era de 2000 ducats sota Pere Aron i 4000 amb Esteve el Gran; amb Pere Raresh era de 10.000; i el 1619 amb el voivoda Gaspar de 40.000 ducats; al segle xviii eren 65.000 gurush. A més a més es pagaven 7000 ducats al kan de Crimea i s'havien de fer donacions (pishkesh) i regals a determinades personalitats.
La noblesa local, els boiars eren inicialment uns camperols rics però al segle xvii van esdevenir grans propietaris i els camperols van quedar reduïts a la condició de serfs. Constantí Mavrocordatos el 1740 va alliberar els serfs i els boiars llavors es van acostar a Rússia. El 1831, durant l'ocupació russa, el consell dels boiars va rebre el dret d'elegir el voivoda.